# 哈佛大學烏克蘭研究所
哈佛大學烏克蘭研究所（英語：Harvard Ukrainian Research Institute；HURI）是哈佛大學轄下的研究所，致力於烏克蘭研究，包括烏克蘭的歷史、文化、語言、文學和政治。其他研究領域有社會學、考古學、藝術、經濟學和人類學。

## 歷史
哈佛大學烏克蘭研究所於1973年由歐梅里安·普理查克和其他烏克蘭研究領域的主要學者正式成立。哈大烏研所是本科生、研究生、研究員和教授的焦點，並為他們的研究提供幫助。哈大烏研所在成立前，創始人每週都會組織烏克蘭研究的研討會。
哈大烏研所擁有西方最大的烏克蘭書籍和其他媒體館藏之一，既有自己的館藏，也有哈佛圖書館的收藏品。哈大烏研所還管理哈佛烏克暑期學怨，學院提供烏克蘭語言、歷史、文學和文化的暑期課程，並做為哈佛暑期學校的一部分。研究所出版處成立於1977年，並相繼出版《哈佛烏克蘭研究》期刊和一系列書籍出版物，包括《哈佛烏克蘭研究系列》、《哈佛早期烏克蘭文學圖書館》和《哈佛烏克蘭研究論文》。
1950年代中期，一群學運份子和烏克蘭裔美國人社區成員尋求保護烏克蘭獨特的文化和歷史，這些事物在蘇聯烏克蘭受到壓制，而在西方的政治和知識領域機構對此並不熟悉。
在哈佛大學的歐梅里安·普理查克指導下，小組將總體目標塑造成一個願景，即在一所主要大學設立3個烏克蘭研究的捐贈主席，以及一個支持和擴大發放獎學金的研究所。在烏克蘭研究基金的幫助下，烏克蘭研究始於1968年1月22日，也就是烏克蘭首次宣布獨立50週年之際，在哈佛大學歷史系和斯拉夫語言文學系設立了3位教授。
2022年2月25日，在俄羅斯發動特別軍事行動後，哈大烏研所隨即發表聲明，反對俄羅斯的軍事入侵，聲援烏克蘭和烏克蘭人。

## 爭議
外交政策的一篇文章指出，哈大烏研所曾經幫助粉飾親衛隊第14師、烏克蘭民族主義者組織與納粹德國合作的犯罪。